# Primo Basso
Pour les articles homonymes, voir Basso.
Primo Basso, né le 13 mai 1926 à Pont-à-Mousson et décédé le 18 septembre 2010 à Laxou, est un professeur, traducteur, romancier et auteur de théâtre.

## Biographie
Primo Basso est le fils d'un immigré italien venant du Frioul en Italie, il a perdu son père à l'âge de 7 ans.
Il obtient l'agrégation et devient professeur d'anglais au Lycée Henri-Poincaré de Nancy. Il se passionnait pour  la radio et l'écriture. Il a traduit plusieurs ouvrages de Sam Shepard (L’Enfant enfoui, Vous avez dit bizarre) et écrit plusieurs pièces radiophoniques, des nouvelles et plusieurs romans (O di Giotto en 1973, Le Caillou d'Anatole, et La Découvaison en 1991). Son roman le plus connu est sans doute Shamrock blues.
Ses pièces ont eu un impact important auprès des compagnies de théâtre comme : Les Doigts de la ville, Le Roi des morts. Sa dernière pièce, Du Frioul en Sicile a été montée au Théâtre Gérard Philipe de Frouard.